# Горелово (Ярославская область)
Горелово — село в Брейтовском районе Ярославской области России.
В рамках организации местного самоуправления является центром Гореловского сельского поселения, в рамках административно-территориального устройства — центром Гореловского сельского округа.

## География
Село расположено на северо-западе Ярославской области, по обоим берегам реки Чеснава, разлившейся в этом месте благодаря водам Рыбинского водохранилища, в 125 километрах к северо-западу от Ярославля и в 17 километрах к востоку от райцентра, села Брейтово.

## Население
| 1859 | 1914 | 2002 | 2007 | 2010 |
| ---- | ---- | ---- | ---- | ---- |
| 163  | ↗230 | ↗260 | ↘246 | ↘234 |

Согласно результатам переписи 2002 года, в национальной структуре населения русские составляли 100 % из 260 жителей.

### Известные жители
- Чернов, Анатолий Фёдорович (1919—1953) — бортинженер-испытатель, Герой Советского Союза (1954).

## История
По преданию, в деревне Никола-Погост (Никола расположена в одном километре от Горелова) был построен храм, названный в честь святителя и чудотворца Николая. Во времена монголо-татарского нашествия, которому подверглась Ярославская земля в 30-х года XIII века (знаменитая битва на реке Сити 4 марта 1238 года), этот храм якобы был разрушен и сожжён. Видимо, название нынешнего села было связано с этими событиями.
В 1904—1911 гг. на окраине села Горелово был построен новый каменный храм Николая Чудотворца. 18 октября 1931 года Ярославский Облисполком принял решение о закрытии храма. В 1962 году его разобрали на кирпичи. В 2007—2008 гг. в одном из деревянных домов в селе Горелово была обустроена временная церковь, а к 2021 году была построена новая деревянная церковь Николая Чудотворца.
Село было центром Гореловской волости Мологского уезда Ярославской губернии. В 1924 году Горелово становится административным центром Гореловского сельского совета, включённого в 1929 году в новообразованный Брейтовский район. Сюда стали переезжать многие жители Мологи и Мологского района из-за их затопления водами Рыбинского водохранилища.